# Pig latin
Pig Latin è una lingua ludica nata dall'inglese ma adattabile a qualsiasi altra lingua. 
Usato di solito da ragazzi, che lo utilizzano per non farsi capire dagli adulti (in modo simile all'alfabeto farfallino), o anche solo per divertirsi. Viene anche usato da adulti che non vogliono farsi capire dai bambini, magari parlando di cose che i piccoli non dovrebbero sentire. 
Con questo gioco non si cambia proprio la lingua, ma principalmente il modo di dire le parole.

## Regole
Le regole sono:
- Per le parole che cominciano con una consonante, si prendono le lettere fino alla prima vocale e le si posizionano alla fine della parola, aggiungendo 'ey'.
  - Così diventa osicey (osì-c-ey),
  - parlare → arlarepey (arlar(e)-p-ey),
  - spingere→ ingerespey (inger(e)-sp-ey),
  - strada → adastrey (ad(a)-str-ey),
  - scheda→ edaschey (ed(a)-sch-ey).
- Per le parole che cominciano con una vocale si aggiunge solo way (o yay o hay) alla fine delle parole.
  - esempio diventa dunque esempio-way (o esempioyay o esempio-hay),
  - amore → amore-way.

- Per alcune parole che iniziano per vocale, in certi casi, possono essere prese assieme alle vocali anche la consonante a fianco o il gruppo consonantico, sempre se dopo questa operazione la parola suona bene. Quest'altra regola può rendere il linguaggio ancora più incomprensibile se usata.

•  alto → toaley (to-al-ey)
•  urlo → lourey (lo-ur-ey)
•   armadillo → adilloarmey (adill(o)-arm-ey)